# Eumaeus grayi
Eumaeus grayi är en fjärilsart som beskrevs av Comstock och Huntington 1946. Eumaeus grayi ingår i släktet Eumaeus och familjen juvelvingar. Inga underarter finns listade i Catalogue of Life.